# IK Ymer
IK Ymer (IK = Idrottsklubb, deutsch: Sportklub) ist ein schwedischer Sportklub in Borås.
Der Klub wurde am 14. September 1917 gegründet. Zunächst wurde nur Fußball ausgeübt, kamen später auch Handball, Leichtathletik (1919), Volleyball, Boxen (1923), Radsport (1922), Orientierungslauf (1919), Skisport (1922), Bowling und Boule hinzu. Handball wird heute nicht mehr angeboten, auch Fußball nicht mehr (seit 1931).
Der Verein hat ca. 1600 Mitglieder (Stand: 2008).
Zu den erfolgreichen Sportlern des Klubs zählen Thure Ahlqvist, der die Silbermedaille im Boxen (Leichtgewicht, bis 61,24 kg) bei den Olympischen Spielen 1932 gewann, und Harry Snell, Straßen-Radweltmeister 1948. Die erste Damen-Mannschaft im Handball gewann 1962 die schwedische Meisterschaft.
Zudem wurden 74 nationale Meistertitel in der Leichtathletik, 22 im Radsport, sechs im Boxen und vier im Skisport errungen.